# Inès de La Fressange
Inès de Seignard de La Fressange (* 11. srpna 1957 Gassin) je francouzská modelka a módní návrhářka.
Po otci pochází ze šlechtické rodiny z Auvergne, doložené již v 15. století a spojené s bankovním domem Lazard. Její matka je Kolumbijka, spřízněná s prezidentem Alfonsem Lópezem Michelsenem. Má dva bratry.
Studovala na pařížské École du Louvre. V sedmnácti letech se stala modelkou a v roce 1983 uzavřela exkluzivní smlouvu s firmou Chanel. Vynikala svojí postavou (výška 180 cm a váha 50 kg), podobností tváře s Coco Chanel a svéráznými názory na svět módy, které jí vynesly přezdívku „le mannequin qui parle“ (modelka, která mluví). Spolupracovala s Karlem Lagerfeldem, Thierrym Muglerem a Jean-Paulem Gaultierem. Fotografoval ji Oliviero Toscani. V roce 1989 se stala modelem pro bustu Marianne. V roce 1991 založila vlastní značku oblečení a parfémů, spojenou s firmou Orcofi. V roce 1998 byla zařazena na International Best Dressed Hall of Fame List, v roce 2010 jí byl udělen Řád čestné legie a v roce 2010 Medaile města Paříže.
Přispívá do časopisu Marie Claire, vydala autobiografii Profession Mannequin a spolu se Sophie Gachet úspěšnou knihu módních tipů nazvanou Se šarmem Pařížanky. Věnuje se charitativní činnosti, podporuje organizaci Mécénat Chirurgie Cardiac, umožňující dětem z chudých zemí operaci srdce.
Její manželem byl italský šlechtic a obchodník Luigi d'Urso (1951–2006), má dvě dcery.